# Каган, Борис Моисеевич
Борис Моисеевич Каган (12 мая 1918, Витебск — 7 ноября 2013, Марина дел Рэй, Лос-Анджелес) — советский и российский учёный и конструктор в области автоматики, информатики и вычислительной техники. Доктор технических наук (1958), профессор, лауреат Сталинской премии (1949).

## Биография
Родился в семье юриста Моисея Александровича Кагана (1889—1966) и зубного врача Рахили Соломоновны Каган (урождённой Хацревиной, 1890—1967), уроженцев Витебска. Отец, из семьи купца второй гильдии, выпускник юридического факультета Санкт-Петербургского университета, был председателем правления Всеукраинского государственного банка, затем работал в Наркомземе, после развода с первой женой (1941) был вторично женат на докторе медицинских наук, профессоре Белле Григорьевне Лейтес, заведующей организационно-методическим отделом Института ревматизма РСФСР.
В детские годы жил с родителями и младшей сестрой в Харькове, потом семья переехала в Москву. В 1941 году окончил с отличием Московский энергетический институт по специальности «Автоматика и телемеханика». С 1940 года работал в лаборатории А. Г. Иосифьяна. 15 октября 1941 года ушёл добровольцем на фронт, принимал участие в обороне Москвы. Красноармеец  Каган воевал в составе 1-го стрелкового полка 3-й Московской коммунистической стрелковой дивизии,  участвовал в разведывательных операциях далеко впереди расположения частей дивизии, в том числе прикрывал отход Командующего 4-й армией генерал-лейтенанта (будущего Маршала Советского Союза) К. К. Рокосовского и его штаба во время ноябрьского наступления немцев на Москву.
В 1942 году, после разгрома немцев под Москвой бойцов  дивизии отвели на месяц на переформирование, поскольку она была сформирована в основном из необученных людей, которые не проходили военную службу, а Каган был в срочном порядке отозван из действующей армии на прежнее место работы для участия в выполнении специальных заданий Правительства СССР по созданию военной техники, в том числе высокоточных приборов для радиолокационных станций управления артиллерийским огнём и авиации - бесконтактных сельсинов БС-627. Уже в декабре 1942 года системы огневой наводки, созданные на их основе, применялись в битве за Сталинград. В этот же период в институте были разработаны и сданы на вооружение Красной армии новые образцы мин и взрывателей, автоматический наводчик противотанковой пушки (АНПП-627) конструкции Б.М. Кагана и П.В. Исаева, за что он был награждён орденом Трудового Красного Знамени.
В 1946 году защитил диссертацию кандидата технических наук. В 1944—1949 годах возглавлял комплекс работ по созданию на новых технологических основах системы дистанционного управления пушечными установками на туполевской «летающей крепости» Ту-4. За эти работы Б. М. Каган и Н. Н. Шереметьевский были в 1949 году удостоены Сталинской премии.
В 1950-е годы работал над решением проблемы повышения точности работы регуляторов частоты бортовых источников питания и повышения точности траекторий баллистических ракет. За эту работу в 1958 году ему была присвоена учёная степень доктора технических наук без защиты диссертации. Был участником космической программы по запуску первого искусственного спутника и пилотируемого космического корабля.
С 1953 года занимался проблемами электронной вычислительной техники и её применения для инженерных расчётов и управления. Участвовал в создании одной из первых ламповых ЭВМ и первых полупроводниковых управляющих вычислительных машин, в том числе в разработке малогабаритной электронной вычислительной машины М-3.
Один из основателей Всесоюзного научно-исследовательского института электромеханики (ВНИИЭМ), где организовал и возглавил отдел вычислительной техники (позже заместитель директора института). Основатель и первый заведующий кафедрой «Электронные вычислительные машины и системы» Московского института инженеров железнодорожного транспорта. В 1961 году основал и возглавил кафедру «Автоматика и средства автоматизации» Московского машиностроительного института, затем вычислительный центр, лаборатории автоматики и электроники там же. В 1966 году стал заведующим кафедрой «Вычислительная техника» в Московском институте инженеров железнодорожного транспорта.
Автор монографий и учебных пособий по вычислительной технике и автоматизации, изобретений.
Последние годы жизни жил в Лос-Анджелесе. Урна с прахом Б. М. Кагана захоронена в Москве на Донском кладбище (участок 10).

## Семья
- Брат — физик-теоретик Юрий Моисеевич Каган; племянник — физик-теоретик Максим Каган. Сестра — писатель Елена Моисеевна Ржевская; была замужем за поэтом Павлом Коганом и литературоведом Исааком Крамовым.
- Первая жена — Агния Фёдоровна Трусова. Сын — кандидат технических наук Николай Борисович Трусов, учёный в области электро-магнитной техники.
- Вторая жена — литератор Зоя Борисовна Богуславская.
  - Сын — доктор технических наук Леонид Богуславский, учёный в области вычислительной техники и инвестор.
- Третья жена — Наталья Григорьевна Валентинова (род. 1930); дочь Мария.
- Двоюродная сестра — актриса Валентина Григорьевна Вагрина.
- Двоюродные братья — писатель Захар Львович Хацревин, инженер Наум Александрович Роговин, химик Захар Александрович Роговин[3].

## Награды
- орден Отечественной войны 2-й степени (6 марта 1985) «За храбрость, стойкость и мужество проявленные в боях с немецко-фашистскими захватчиками и в ознаменование 40-летия Победы Советского народа в Великой Отечественной войне»[9]
- орден Трудового Красного Знамени (24 ноября 1942) «За успешное выполнение специального задания Правительства СССР»[9]
- орден Трудового Красного Знамени (17 июня 1961) «За успешное выполнение специального задания Правительства по созданию образцов ракетной техники, космического корабля-спутника "Восток" и осуществление первого в мире полета этого корабля с человеком на борту»[9]
- орден «Знак Почёта» (27 декабря 1957) «За заслуги в деле создания и запуска в Советском Союзе Первого в Мире искусственного спутника Земли»[9]
  - медали в том числе:
  - «За оборону Москвы» (1944)[9]
  - «За Победу над Германией в Великой Отечественной войне 1941—1945 гг.» (1945)[9]
  - «Ветеран труда» (1974)[9]
- Сталинская премия III степени (1949) «За создание системы дистанционного управления пушечными установками самолёта Ту-4»[9]

## Монографии
- Основы следящего привода (с А. Г. Иосифьяном). М.—Л.: Госэнергоиздат, 1954. — 596 с.
- Малогабаритная электронная вычислительная машина М-3 (с соавторами). Серия «Передовой научно-технический и производственный опыт». Тема 40, № П-57-89. М.: ВИНИТИ, 1957.
- Решение инженерных задач на автоматических цифровых вычислительных машинах (с Т. М. Тер-Микаэляном). М.: Энергия, 1958. — 174 с.
- Решение инженерных задач на цифровых вычислительных машинах (с Т. М. Тер-Микаэляном). М.: Энергия, 1964. — 591 с.
- Цифровые вычислительные машины и системы (с М. М. Каневским). М.: Энергия, 1973. — 678 с.
- Magnetomotorische Speicher für elektronische Datenverarbeitungsanlagen. Leipzig — München: Akademische Verlagsgesellschaft, 1973. — 254 с.
- Системы связи УВМ с объектами управления в АСУ ТП (с А. И. Воителевым и Л. М. Лукьяновым). М.: Советское радио, 1978. — 304 с.
- Электронные вычислительные машины и системы. М.: Энергоатомиздат, 1979. — 528 с.
- Методы оптимального проектирования (с В. И. Геминтерном). М.: Энергия, 1980. — 159 с.
- Основы эксплуатации ЭВМ (с И. Б. Мкртумяном). М.: Энергоатомиздат, 1983. — 376 с.
- Основы проектирования запоминающих устройств большой ёмкости (с В. И. Адасько и В. Б. Пацом). М.: Энергоатомиздат, 1984. — 286 с.
- Электронные вычислительные машины и системы. Второе издание. М.: Энергоатомиздат, 1985. — 552 с.
- Основы проектирования микропроцессорных устройств автоматики (с В. В. Сташиным). М.: Энергоатомиздат, 1987. — 303 с.
- Основы эксплуатации ЭВМ (с соавторами). М.: Энергоатомиздат, 1988. — 429 с.
- Computers, Computer Systems and Networks. М.: Мир, 1988. — 600 с.
- Электронные вычислительные машины и системы. Третье издание. М.: Энергоатомиздат, 1991. — 590 с.
- Soviet ABM early warning system: Satellite-based project. Delphic Associates, 1991. — 122 с.